# Temps hexadécimal
La représentation hexadécimale du temps divise la journée en seize heures hexadécimales par jour. 
 Chaque heure hexadécimale contient 256 minutes hexadécimales et chaque minute hexadécimale 16 secondes hexadécimales.
La première proposition de temps hexadécimal remonte à 1863 et a été émise par l'ingénieur américain, d'origine suédoise, John W. Nystrom (1825-1885). En 1997, l'américain Mark Vincent Rogers de Intuitor réinventa un système similaire appelé Hexclock, ceci sûrement sans avoir eu connaissance des travaux de Nystrom. Il utilise les  chiffres hexadécimaux habituels (de 0-9 et A-F), standard depuis 1955 environ. Les unités de temps sont définies de manière qu'elles soient concordantes avec le système arithmétique en base seize.
"Intuitor-Hextime" représente l'heure également différemment. Au lieu du double point habituel ( : ) "hexclock" utilise le caractère de soulignement ( _ ) entre les heures, les minutes et les secondes hexadécimales. Exemples: 

01:30:00 = 1_00_0 = ,1000  (puisque: 1,5÷24 = 1÷16 = 0,1)

12:00:00 = 8_00_0 = ,8000  (puisque: 12÷24 = 8÷16 = 0,8 )

22:30:00 = F_00_0 = ,F000  (puisque: 22,5÷24 = 15÷16 = 0,F)
| 1 jour                 |  | = |  | 1 | . | 0 | 0 | 0 | 0 |  | hexsec |  |  |  | 6 | 5 | . | 5 | 3 | 6 |  | hexsec |  | = |  | 24 h         |  |
| 1 heure hexadécimale   |  | = |  |   |   | 1 | 0 | 0 | 0 |  | hexsec |  |  |  |   | 4 | . | 0 | 9 | 6 |  | hexsec |  | = |  | 1 h 30 min   |  |
| 1 maxime hexadécimale  |  | = |  |   |   |   | 1 | 0 | 0 |  | hexsec |  |  |  |   |   |   | 2 | 5 | 6 |  | hexsec |  | = |  | 5 min 37,5 s |  |
| 1 minute hexadécimale  |  | = |  |   |   |   |   | 1 | 0 |  | hexsec |  |  |  |   |   |   |   | 1 | 6 |  | hexsec |  | ≈ |  | 21,09 s      |  |
| 1 seconde hexadécimale |  | = |  |   |   |   |   |   | 1 |  | hexsec |  |  |  |   |   |   |   |   | 1 |  | hexsec |  | ≈ |  | 1,32 s       |  |

## Liens
- Hexclock
- une montre hexadécimale analogique animée - Florence Mean Time
- www.abulsme.com/binarytime/